# منشأة صدقي
قرية منشأة صدقي هي إحدى القرى التابعة لمركز أبو كبير في محافظة الشرقية في جمهورية مصر العربية. حسب إحصاءات سنة 2006، بلغ إجمالي السكان في منشأة صدقى 5256 نسمة، منهم 2768 رجل و2488 امرأة.